# فرانک لویی
فرانک لویی (انگلیسی: Frank Lui; زاده ۱۹ نوامبر ۱۹۳۵ – درگذشته ۹ ژوئیهٔ ۲۰۲۱) سیاست‌مدار اهل نیووی بود. وی از ۱۲ مارس ۱۹۹۳ تا ۲۶ مارس ۱۹۹۹ نخست‌وزیر این کشور بود.
فرانک لویی در ۹ ژوئیه ۲۰۲۱، در سن ۸۵ سالگی درگذشت.